# Panteão Nacional

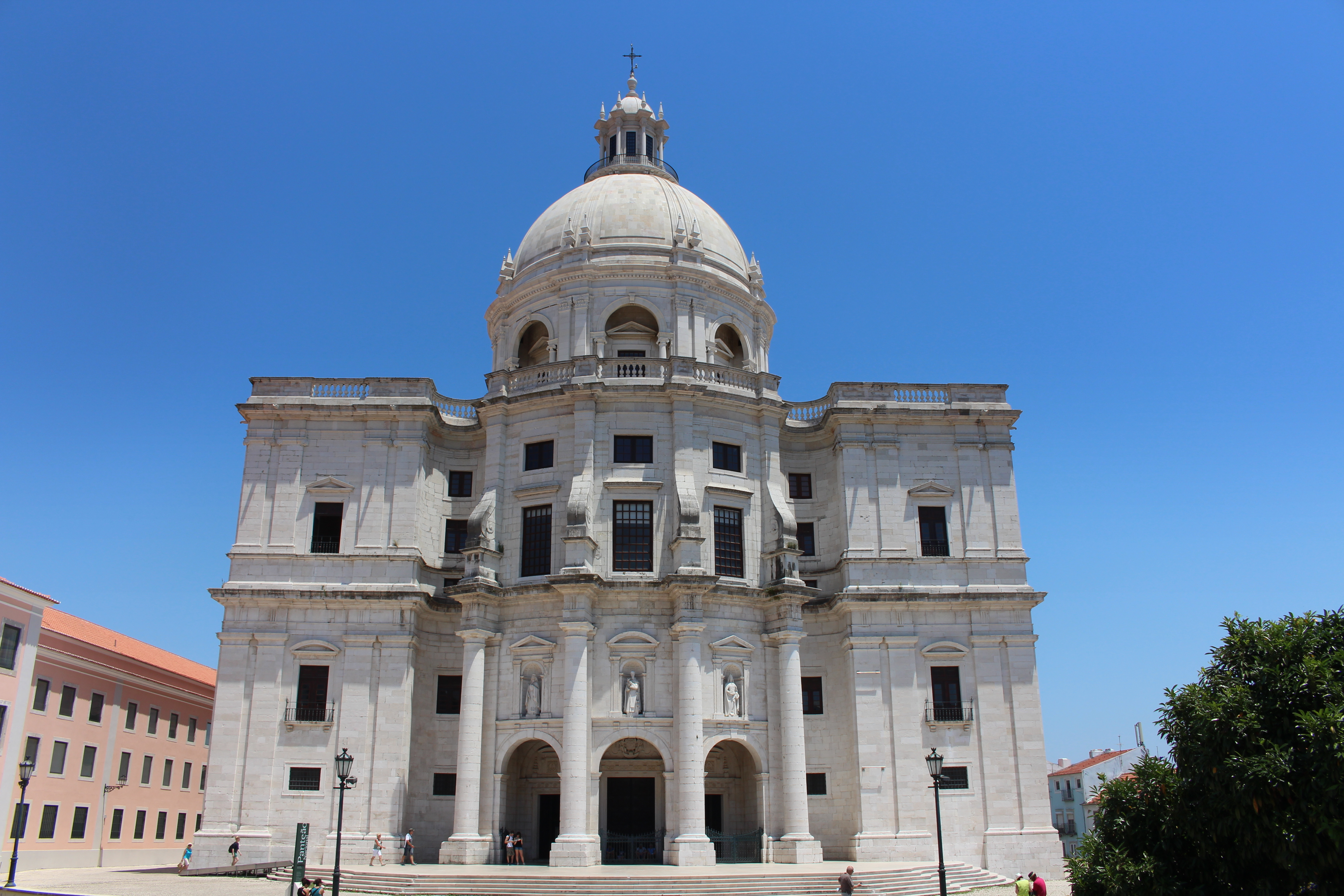
Panteão Nacional

Het Panteão Nacional is een 17-eeuws monument in Lissabon, Portugal. Oorspronkelijk is het gebouwd als kerk, de Igreja de Santa Engrácia, om vervolgens in de 20e eeuw omgevormd te worden tot nationaal pantheon. Op deze locatie, gelegen in de wijk Alfama, liggen belangrijke Portugese personen begraven. 
Het Panteão Nacional ligt vlak bij een ander belangrijk monument in Lissabon, het Klooster van São Vicente de Fora.

## Geschiedenis
Het huidige gebouw verving eerdere kerken die gewijd waren aan de heilige Encratia ( Portugees: Engrácia ). In 1681 begon de bouw van de huidige kerk onder leiding van de koninklijke architect João Antunes, een van de belangrijkst  barok architecten van Portugal. De bouw duurde van 1682 tot 1712, toen de architect stierf.  Johan V, koning van Portugal in die periode, verloor zijn interesse in het project en gebruikte zijn middelen voor de bouw van het Paleis van Mafra. Uiteindelijk werd de kerk pas in de 20e eeuw voltooid, waardoor Obras de Santa Engrácia (letterlijk de werken van Sint Encratia) in Portugal synoniem geworden zijn voor een eindeloos bouwproject. Er werd een koepel toegevoegd en in 1966 werd de kerk opnieuw geopend.

## Nationaal Pantheon
In 1916, gedurende de Eerste Portugese Republiek, werd de kerk omgevormd tot Nationaal Pantheon. Pas tijdens de regeringsperiode van dictator António de Oliveira Salazar, in 1966, werd dit voltooid.
Vele bekende Portugese persoonlijkheden zijn hier begraven, waaronder de presidenten Manuel de Arriaga, Teófilo Braga, Sidónio Pais en António Óscar Carmona, presidentskandidaat Humberto Delgado, schrijvers João de Deus, Almeida Garrett, Guerra Junqueiro, Aquilino Ribeiro en Sophia de Mello Breyner Andresen, zangeres Amália Rodrigues en voetballer  Eusébio. Daarnaast zijn er verschillende  cenotafen te vinden, waaronder van Luís de Camões, Pedro Álvares Cabral, Afonso de Albuquerque, Nuno Alvares Pereira, Vasco da Gama en Hendrik de Zeevaarder.